# Kuryłowicz & Associates
Kuryłowicz & Associates – polska pracownia architektoniczna z Warszawy, założona przez Stefana Kuryłowicza. Wielokrotnie nagradzana i wyróżniana w konkursach architektonicznych. Autor m.in. Wolf Bracka, Prostej Tower, budynku Wydziału Neofilologii UW na ul. Dobrej, budynku Muzeum Historii Żydów Polskich czy wieżowca Q22. Laureat wielu nagród architektonicznych, m.in. Nagrody Architektonicznej Prezydenta m.st. Warszawy za Muzeum Żydów Polskich oraz PLGBC Green Building Award za Polską Stację Antarktyczną im. H. Arctowskiego.
Od 2006 działa również filia biura we Wrocławiu.
W 2025 roku firma przeszła rebranding i od tego czasu funkcjonuje pod nazwą Kuryłowicz + Architekci.

## Realizacje
- Project Loi 130[5],
- Q22 – biurowiec[6][7],
- Plac Unii – zespół budynków z funkcjami biurowo-handlowymi[8],
- Prosta Tower – biurowiec w Warszawie[9],
- Budynek biurowy Focus w Warszawie[10][11],
- Vitkac (Wolf Bracka) – dom towarowy[12],
- Budynek wydziałów Neofilologii i Lingwistyki Uniwersytetu Warszawskiego[13][14],
- Solec/Ludna – zespół zabudowy mieszkaniowej z budynkiem wielofunkcyjnym[15],
- Siedziba główna Polskich Linii Lotniczych LOT[16],
- Biurowiec Wola Retro w Warszawie[17],
- Osiedle mieszkaniowe Ostoja Wilanów[18],
- Osiedle Nordic Bemowo w Warszawie[19][20],
- Narodowe Forum Muzyki we Wrocławiu[21],
- Galeria Młociny w Warszawie (we współpracy z pracownią Chapman Taylor)[22][23].

## Nagrody i wyróżnienia
- Polska. Ikony architektury za Zespół mieszkaniowy A4 budynki A, B, C, D w osiedlu Eko-Park (2006)[24]
- Nominacja dla biurowca Q22 do finału plebiscytu Bryła Roku 2016[25]
- Nagroda dla biurowca The Tides w konkursie Property Design Awards 2017 w kategorii Bryła[26]
- I Nagroda dla Q22 za Najlepszy Budynek Komercyjny Roku 2017 w konkursie CEEQA Awards 2017[27]
- I Nagroda w konkursie PFR Nieruchomości na zespół zabudowy mieszkaniowej w rejonie ul. Korczaka w Katowicach[28]
- I nagroda w kategorii Biurowiec Roku Eurobuild Awards w Architekturze 2017 - Q22[29]
- I nagroda w kategorii Obiekt Proekologiczny Roku Sprzyjający Komfortowi Użytkowania w konkursie Eurobuild Awards w Architekturze 2017[30]
- I nagroda dla projektu Polskiej Stacji Antarktycznej im. H. Arctowskiego w kategorii Najlepszy projekt ekologiczny PLGBC Green Building Award 2017[31]
- Nagroda dla Urzędu Dzielnicy Wilanów m. st. Warszawy w konkursie Warszawska inwestycja bez barier za Najlepiej dostosowany do potrzeb osób z niepełnosprawnością obiekt samorządu terytorialnego[32]
- Nagroda Specjalna dla Prof. Ewy Kuryłowicz za całokształt twórczości - Property Design Awards 2018[33]
- Nagroda miesięcznika Builder dla inwestycji Solec Ludna, zaprojektowanej dla SBM Torwar[34]
- Nagroda Prime Property Prize 2018 w kategorii Architektura oraz Zielony Budynek dla budynku Spark C w Warszawie[35]
- Nagroda dla budynku Spark C w PLGBC Green Building Award 2018 w kategorii Najlepszy zrealizowany precertyfikowany/niecertyfikowany budynek ekologiczny[36]
- Wyróżnienie w Konkursie o Nagrodę Ministra Inwestycji i Rozwoju za wybitne osiągnięcia twórcze w dziedzinach architektury i budownictwa oraz planowania i zagospodarowania przestrzennego[37]
- srebrna nagroda dla Projektu Polskiej Stacji Antarktycznej im. H. Arctowskiego w konkursie World Architecture News Award 2019 w kategorii Future Projects: Education![38]
- Nagroda dla Stadionu Miejskiego w Białymstoku[39]
- II Nagroda w konkursie na Mieszkanie Plus we Wrocławiu[40]
- III Nagroda w konkursie na projekt Toru łyżwiarskiego i dwóch hal lodowych Ośrodka Stegny w Warszawie[41]